# Avro Canada CF-105 Arrow
L'Avro Canada CF-105 Arrow era un caccia intercettore con ala a delta, sviluppato dall'azienda canadese Avro Aircraft Limited nei propri stabilimenti di Mississauga.
Fu il culmine di uno studio progettuale che ha avuto inizio nel 1953. Considerato all'epoca avanzatissimo sia tecnicamente che aerodinamicamente, il CF-105 mantenne le aspettative riposte di raggiungere la velocità di Mach 2 a 50.000 ft di altitudine, ed era stato concepito per servire nella Royal Canadian Air Force come intercettore dal 1960.
Dopo l'inizio del suo programma di prove in volo nel 1958, il programma Arrow e ORENDA Iroquois (il suo motore a reazione), è stato annullato bruscamente nel 1959 dopo un lungo e aspro dibattito politico. L'Arrow è ancora oggetto di controversia, oltre 50 anni dopo che è stato annullato il programma.

## Contesto storico
L'Avro Canada CF-105 Arrow fu sviluppato per rispondere a una precisa esigenza strategica che negli anni cinquanta era impellente: la difesa aerea del Canada dalla penetrazione dei bombardieri strategici sovietici.
Il Canada è il secondo paese al mondo quanto a superficie - dopo l'ex Unione Sovietica - e necessitava perciò di un intercettore supersonico a largo raggio per proteggere il suo sterminato territorio.
La questione era di primaria importanza anche per gli USA dato che bombardieri diretti a colpire quel paese avrebbero con ogni probabilità sorvolato il Canada.
È da notare che nemmeno gli USA possedevano aerei idonei allo scopo e quindi l'intero continente Nord americano risultava esposto alle incursioni dei bombardieri sovietici trasportanti armi nucleari; allora si era infatti agli albori dell'era dei missili balistici intercontinentali ICBM e i bombardieri giocavano ancora un ruolo fondamentale.
Fin dal suo primo volo, il 25 marzo 1958 l'Arrow dimostrò stupefacenti doti e prestazioni che surclassavano ogni altro aereo dell'epoca.
Un aspetto decisivo che poneva l'Arrow all'avanguardia era il largo impiego di leghe di titanio nella sua struttura – materiale allora innovativo – ma anche l'avionica e l'armamento avevano raggiunto lo stato dell'arte.
Questa supremazia era stata raggiunta anche grazie al contributo della società Canadian Steel Improvement Company, che deteneva la leadership mondiale nella manifattura di leghe di titanio.
L'Arrow poneva così il Canada ai vertici dell'industria aeronautica mondiale, con malcelato disappunto dell'industria aeronautica statunitense.
Furono fabbricati cinque esemplari prototipo che sollevarono grande interesse negli ambienti militari di tutto il mondo e gli impianti di produzione erano pronti alla costruzione in grande serie dell'aeromobile, ma inaspettatamente, il 20 febbraio 1959 il Primo ministro canadese John Diefenbaker annunciò alla radio la cancellazione della produzione dell'aereo.
La motivazione addotta ufficialmente fu che il Governo canadese aveva deciso di destinare i fondi per lo sviluppo del programma Arrow ad altri scopi, ossia al sostegno degli agricoltori.
Tutti i prototipi furono immediatamente distrutti, nemmeno uno di essi fu destinato ai musei; gli impianti di produzione furono smantellati e persino 15.000 dipendenti che lavoravano allo sviluppo e alla costruzione dell'aereo furono licenziati all'istante.
L'industria aeronautica statunitense, niente affatto dispiaciuta dall'aborto del progetto Arrow, riuscì poi a sviluppare conoscenze nell'ambito della lavorazione del titanio e realizzò a sua volta con questo materiale il ricognitore strategico Lockheed SR-71 Blackbird.

## Retroscena
Le vere motivazioni del programma Arrow rimasero avvolte nel mistero fino al settembre 1976, quando il pilota sovietico Viktor Belenko disertò con il suo potente caccia Mikoyan-Gurevich MiG-25 atterrando in Giappone.
Dopo la scomparsa dell'Arrow il MiG-25 era di fatto rimasto l'unico intercettore al mondo in grado di volare alla velocità di oltre Mach 2.
Gli esperti militari occidentali esaminarono il MiG-25 del disertore e trovarono delle impressionanti somiglianze con l'Avro Arrow (antecedente al MiG-25 di alcuni anni), sia sotto il profilo delle prestazioni che delle dimensioni e delle soluzioni tecniche, come l'impiego del titanio.
Emerse quindi che nel lontano 1959 la Polizia canadese aveva scoperto che il servizio segreto sovietico KGB aveva infiltrato con suoi agenti il programma Arrow e aveva ottenuto informazioni tecniche di prima mano: per questo motivo il Canada decise l'immediata distruzione senza spiegazioni di tutti gli esemplari del nuovo caccia supersonico e lo smantellamento delle linee produttive, prima che il KGB potesse carpire ulteriori informazioni.

## Utilizzatori
Canada
- Royal Canadian Air Force